# Smokvica Mala (Rogoznica)
Smokvica Mala je nenaseljeni otočić u hrvatskom dijelu Jadranskog mora.
Njegova površina iznosi 0,028 km². Dužina obalne crte iznosi 0,66 km.